# ハウス・オブ・ザ・ドラゴン
『ハウス・オブ・ザ・ドラゴン』（House of the Dragon）は、HBOのファンタジー・ドラマシリーズ。『ゲーム・オブ・スローンズ』の前日譚である。

## 概要
本シリーズはジョージ・R・R・マーティンの小説『炎と血』に基づく。『ゲーム・オブ・スローンズ』の約200年前を舞台とし、ターガリエン家の衰退を招いた内戦〈双竜の舞踏〉を描く。『ゲーム・オブ・スローンズ』がイングランドの薔薇戦争をモチーフにしているのに対し、本作は後継に指名された女性と親族の男性が王位を争った無政府時代をモチーフとしている。後継者として指名された王女を中心とした黒装派と、後妻との間に生まれた弟王子を中心とした翠装派が父王の死をきっかけとして王位を争い、七王国中の名家が二つに分かれて戦争となる。この戦争で、ターガリエン家の力の源であるドラゴンのほとんどが死に絶える。
本シリーズは2019年10月に発注され、2021年4月からイギリスで撮影が始まった。10話からなるシーズン1は、2022年8月21日より放送されている。シーズン2は2024年6月16日に放送開始された。2024年6月、シーズン3の製作が発表された。2024年8月、シーズン4が最終シーズンとなることが発表された

## 登場人物

### メイン

#### 黒装派
- レイニラ・ターガリエン王女 
  - 演 - エマ・ダーシー（英語版）（成年時代）、日本語吹替 - 早見沙織[10]
  - 演 - ミリー・オールコック（少女時代）
  - ヴィセーリス王の長女、最初の王妃エイマ・アリンの子[11]。ドラゴン”シアラックス"に騎乗する。レーナー・ヴェラリオンと結婚の後、デイモン・ターガリエンと再婚する。
- ジャセアリーズ(ジェイス)・ヴェラリオン
  - 演 - ハリー・コレット（英語版）（成年時代）、日本語吹替 - 大塚剛央
  - 演 - レオ・ハート（少年時代）
  - レイニラ・ターガリエン王女とレーナー・ヴェラリオンの長男[12]。ハーウィン・ストロングが父親だと噂される。ドラゴン"ヴァーマックス"に騎乗する。後にベイラと婚姻を結ぶ。
- デイモン・ターガリエン王子
  - 演 - マット・スミス、日本語吹替 - 津田健次郎[10]
  - ヴィセーリス王の弟であり、レイニラ王女の叔父[11]。ドラゴン"カラクセス"に騎乗し、剣〈暗黒の姉妹〉[注釈 1]をふるう。谷間のレイア・ロイスと愛のない結婚の後、レーナ・ヴェラリオンと結婚し、後には姪レイニラ王女と結婚する。
- ベイラ・ターガリエン
  - 演 - ベサニー・アントニア、日本語吹替 - 櫻庭有紗
  - レーナ・ヴェラリオンとデイモン・ターガリエン王子の長女[12]。ドラゴン"ムーンダンサー"に騎乗する。
- レイナ・ターガリエン
  - 演 - フィービー・キャンベル、日本語吹替 - のぐちゆり
  - レーナ・ヴェラリオンとデイモン・ターガリエン王子の次女[12]。
- コアリーズ・ヴェラリオン
  - 演 - スティーヴ・トゥーサント（英語版）、日本語吹替 - 大塚明夫[10]
  - 〈海蛇〉あるいは〈潮の主〉として知られる、強大な艦隊を持つドリフトマーク島の領主にしてターガリエン家の姻戚ヴェラリオン家の家長[11]。海相。
- レイニス・ターガリエン王女
  - 演 - イヴ・ベスト（英語版）、日本語吹替 - 田中敦子[10]（シーズン1）、井上喜久子（シーズン2-）
  - コアリーズ・ヴェラリオンの妻でジェヘアリーズ王の孫、ヴィセーリス王の従姉[11]。かつて王位継承候補だった〈戴冠せざりし女王〉。緋色のドラゴン"メレイズ"に騎乗する。
- ミサリア 
  - 演 - ソノヤ・ミズノ、日本語吹替 - 種市桃子
  - デイモン・ターガリエン王子のかつての愛人にして助言者[11]。エッソス出身の娼婦。"白蛆"。後にレイニラの助言者。

#### 翠装派
- アリセント・ハイタワー
  - 演 - オリヴィア・クック（成年時代）、日本語吹替 - 坂本真綾[10]
  - 演 - エミリー・キャリー（少女時代）
  - 〈王の手〉サー・オットー・ハイタワーの娘でレイニラの親友、後にヴィセーリス王の二番目の王妃[11]。
- エイゴン・ターガリエン王子
  - 演 - トム・グリン＝カーニー、日本語吹替 - 武内駿輔
  - ヴィセーリス王とアリセントの第一子で長男[12]。金色のドラゴン"サンファイア"に騎乗する。
- ヘレイナ・ターガリエン王女
  - 演 - フィア・サバン[12] (成年時代)、日本語吹替 - 内田真礼
  - 演 - イヴィー・アレン(少女時代)
  - ヴィセーリス王とアリセントの第二子で、後に兄エイゴンの妻。ドラゴン"ドリームファイア"に騎乗する。
- エイモンド・ターガリエン王子
  - 演 - ユアン・ミッチェル[12] (成年時代)"、日本語吹替 - 新祐樹
  - 演 - レオ・アッシュトン (少年時代)
  - ヴィセーリス王とアリセントの第三子でヘレイナの弟。後にドラゴン"ヴァーガー"を引き継いで騎乗する。隻眼。
- オットー・ハイタワー
  - 演 - リス・エヴァンス、日本語吹替 - 大塚芳忠[10]
  - ヴィセーリス王の〈王の手〉。アリセントの父、河間平野を治めるタイレル家の有力旗主にしてオールドタウン領主ハイタワー家出身、デイモン・ターガリエン王子の政敵[11]。
- クリストン・コール
  - 演 - ファビアン・フランケル（英語版）、日本語吹替 - 諏訪部順一[10]
  - 〈王の盾〉(白マント)の騎士、のちに総帥[11]。後に〈王の手〉を兼ねる。ドーン出身[注釈 2]。
- ラリス・ストロング
  - 演 - マシュー・ニーダム[11]、日本語吹替 - 武藤正史
  - 法相ライオネル・ストロングの足の不自由な次男。後に審問長。後に〈密告者の長〉。
- ジェイスン・ラニスター / タイランド・ラニスター
  - 演 - ジェファーソン・ホール、日本語吹替 - 遠藤大智
  - キャスタリーロックのラニスター家の家長のジェイスンと、その双子の弟で王の参議(海軍大臣)のタイランド[11]。

- ヴィセーリス・ターガリエン1世
  - 演 - パディ・コンシダイン[13]、日本語吹替 - 堀内賢雄[10]
  - 七王国の5代目の王。大評議会により祖父ジェヘアリーズ王の後継に選ばれる[11]。レイニラ、エイゴンの父でデイモンの兄。
- ハロルド・ウェスタリング
  - 演 - グレアム・マクタヴィッシュ [11]
  - 〈王の盾〉の総帥となる老騎士。
- グランド・メイスター・オーワイル
  - 演 - Kurt Egyiawan
  - メロスの後を継ぎ、エイゴン王の小評議会の席につく。

#### その他
- レーナー・ヴェラリオン[14]
  - 演 - John Macmilan（成年時代）
  - 演 - Theo Nate[14] (少年時代)
  - レイニス・ターガリエン王女とコアリーズ・ヴェラリオンの息子。レイニラ・ターガリエン王女の最初の夫。ドラゴン"シースモーク"に騎乗する。

- レーナ・ヴェラリオン
  - 演 - Nanna Blondel (成年時代)
  - 演 - Savannah Steyn (少女時代)、日本語吹替 - 逢田梨香子
  - レイニス・ターガリエン王女とコアリーズ・ヴェラリオンの娘。デイモン・ターガリエン王子の二番目の妻。初代エイゴン征服王の姉にして妻のヴィセーニアが騎乗していた、存命する最大のドラゴンの"ヴァーガー"に騎乗する。
- ルケアリーズ（ルーク)・ヴェラリオン
  - 演 - Elliot Grihault (成年時代)
  - 演 - Harvey Sadler (少年時代)
  - レイニラ・ターガリエン王女とレーナー・ヴェラリオンの次男[12]。ハーウィン・ストロングが父親だと噂される。ドラゴン"アラックス"に騎乗する。

- ヴェイモンド・ヴェラリオン
  - 演 - Wil Johnson
  - コアリーズ・ヴェラリオンの弟でヴェラリオン海軍の指揮官[14]。

- ライオネル・ストロング
  - 演 - Gavin Spokes[11]
  - ヴィセーリス王の小評議会の法相にして〈ハレンの巨城〉の領主。
- ハーウィン・ストロング
  - 演 - Ryan Corr
  - 法相ライオネル・ストロングの長男にして〈ハレンの巨城〉の後継ぎ、七王国で最強の男と詠われる[11]。〈王都の守人〉(白マント)の総帥。レイニラと密かに通じて落とし子をなしたと噂される。
- サイモン・ストロング
  - 演 - サイモン・ラッセル・ビール
  - 〈ハレンの巨城〉の城代。
- グランド・メイスター・メロス 
  - 演 - David Horovitch、日本語吹替 - 麦人
  - ヴィセーリス王の助言者[11]。
- ライマン・ビーズベリー
  - 演 - Bill Paterson[11]
  - 小評議会の蔵相。
- ボアマンド・バラシオン
  - 演 - Julian Lewis Jones、日本語吹替 - 立木文彦
  - ストームランドを治めるバラシオン家の当主。レイニス・ターガリエンの母方の叔父[11]。
- ボロス・バラシオン
  - 演 - Roger Evans
  - ボアマンドの後継ぎ。バラシオン家の当主。
- ホーバート・ハイタワー
  - 演 - Steffan Rhodri
  - オットーの兄。河間平野の領主タイレル家の旗主にしてオールドタウンを治めるハイタワー家の当主。
- サー・エリック・カーギル
  - 演 - Elliott Tittensor
  - 黒装派につく〈王の盾〉の騎士。アリックの双子。
- サー・アリック・カーギル
  - 演 - Elliott Tittensor
  - 翠装派につく〈王の盾〉の騎士。エリックの双子。
- ターリャ
  - 演 - Alexis Raben
  - アリセントの侍女。
- グウェイン・ハイタワー
  - 演 - フレディ・フォックス
  - アリセントの兄[注釈 3]
- ハルのアリン
  - 演 - Abubakar Salim
  - ドリフトマークの平民にしてコアリーズ・ヴェラリオンの落とし子、船乗り。
- ハルのアダム
  - 演 - Clinton Liberty
  - コアリーズ・ヴェラリオンの落とし子でアリンの弟、船大工。後に"シースモーク"に騎乗する。
- アリス・リヴァーズ
  - 演 - Gayle Rankin
  - 〈ハレンの巨城〉でデイモンが出会う謎の女性。
- ヒュー
  - 演 - キーラン・ビュー、日本語吹替 - 平林剛
  - キングズランディングの平民でターガリエン家の落とし子。後に"ヴァーミサー"に騎乗する。
- アルフ
  - 演 - Tom Bennett
  - キングズランディングの平民でターガリエン家の落とし子。後に"シルヴァーウィング"に騎乗する。

- エイマ・アリン
  - 演 - シャーン・ブルック
  - ヴィセーリス1世の最初の王妃、レイニラ王女の母。谷間を治めるアリン家出身にしてヴィセーリス1世の従妹。
- ジェヘアリーズ1世
  - 演 - マイケル・カーター
  - ターガリエン王朝第4世王、調停王。ヴィセーリス1世の祖父。息子たちが早死にしたために、大評議会に世継ぎの決定をゆだねる。"ヴァーミサー"に騎乗する。
- クリーガン・スターク
  - 演 - Tom Taylor
  - 北部を治めるスターク家の当主。

1. ↑  初代征服王エイゴンの姉にして妻のヴィセーニアから伝わる
2. ↑  原作では境界地方の〈黒い聖域城〉(ブラック・ヘイヴン)家宰の息子。
3. ↑  原語ではBrotherであり兄か弟かは明らかではないが、字幕では「兄」となっている。

### 登場人物家系図
は翠装派。   は黒装派。ターガリエン家は苗字略。メインのキャラクターは太字。⑤など〇で囲んだ数字は王の代を表す。ターガリエン家には兄弟姉妹婚など近親婚が多い。
|                      |          |          |          |          |          |        |        |                          |                          |                          |                          | エイニス1世②             | エイニス1世②             | エイニス1世②                 | エイニス1世②                 | エイニス1世②                 | エイニス1世②                 |                              |                              | アリッサ・ヴェラリオン | アリッサ・ヴェラリオン | アリッサ・ヴェラリオン | アリッサ・ヴェラリオン | アリッサ・ヴェラリオン | アリッサ・ヴェラリオン |                  |                  |                  |                  |              |              |                        |                        |                        |                        |                        |                        |               |               |               |               |          |          |  |  |  |  |
|                      |          |          |          |          |          |        |        |                          |                          |                          |                          | エイニス1世②             | エイニス1世②             | エイニス1世②                 | エイニス1世②                 | エイニス1世②                 | エイニス1世②                 |                              |                              | アリッサ・ヴェラリオン | アリッサ・ヴェラリオン | アリッサ・ヴェラリオン | アリッサ・ヴェラリオン | アリッサ・ヴェラリオン | アリッサ・ヴェラリオン |                  |                  |                  |                  |              |              |                        |                        |                        |                        |                        |                        |               |               |               |               |          |          |  |  |  |  |
|                      |          |          |          |          |          |        |        |                          |                          |                          |                          |                          |                          |                              |                              |                              |                              |                              |                              |                        |                        |                        |                        |                        |                        |                  |                  |                  |                  |              |              |                        |                        |                        |                        |                        |                        |               |               |               |               |          |          |  |  |  |  |
|                      |          |          |          |          |          |        |        |                          |                          |                          |                          |                          |                          |                              |                              |                              |                              |                              |                              |                        |                        |                        |                        |                        |                        |                  |                  |                  |                  |              |              |                        |                        |                        |                        |                        |                        |               |               |               |               |          |          |  |  |  |  |
|                      |          |          |          |          |          |        |        |                          |                          |                          |                          | ジェヘアリーズ1世④       | ジェヘアリーズ1世④       | ジェヘアリーズ1世④           | ジェヘアリーズ1世④           | ジェヘアリーズ1世④           | ジェヘアリーズ1世④           |                              |                              | アリサンヌ             | アリサンヌ             | アリサンヌ             | アリサンヌ             | アリサンヌ             | アリサンヌ             |                  |                  |                  |                  |              |              |                        |                        |                        |                        |                        |                        |               |               |               |               |          |          |  |  |  |  |
|                      |          |          |          |          |          |        |        |                          |                          |                          |                          | ジェヘアリーズ1世④       | ジェヘアリーズ1世④       | ジェヘアリーズ1世④           | ジェヘアリーズ1世④           | ジェヘアリーズ1世④           | ジェヘアリーズ1世④           |                              |                              | アリサンヌ             | アリサンヌ             | アリサンヌ             | アリサンヌ             | アリサンヌ             | アリサンヌ             |                  |                  |                  |                  |              |              |                        |                        |                        |                        |                        |                        |               |               |               |               |          |          |  |  |  |  |
|                      |          |          |          |          |          |        |        |                          |                          |                          |                          |                          |                          |                              |                              |                              |                              |                              |                              |                        |                        |                        |                        |                        |                        |                  |                  |                  |                  |              |              |                        |                        |                        |                        |                        |                        |               |               |               |               |          |          |  |  |  |  |
|                      |          |          |          |          |          |        |        |                          |                          |                          |                          |                          |                          |                              |                              |                              |                              |                              |                              |                        |                        |                        |                        |                        |                        |                  |                  |                  |                  |              |              |                        |                        |                        |                        |                        |                        |               |               |               |               |          |          |  |  |  |  |
| エイモン             | エイモン | エイモン | エイモン | エイモン | エイモン |        |        |                          |                          | ロドリック・アリン       | ロドリック・アリン       | ロドリック・アリン       | ロドリック・アリン       | ロドリック・アリン           | ロドリック・アリン           |                              |                              | デイラ                       | デイラ                       | デイラ                 | デイラ                 | デイラ                 | デイラ                 |                        |                        | ベイロン         | ベイロン         | ベイロン         | ベイロン         | ベイロン     | ベイロン     |                        |                        | アリッサ               | アリッサ               | アリッサ               | アリッサ               | アリッサ      | アリッサ      |               |               |          |          |  |  |  |  |
| エイモン             | エイモン | エイモン | エイモン | エイモン | エイモン |        |        |                          |                          | ロドリック・アリン       | ロドリック・アリン       | ロドリック・アリン       | ロドリック・アリン       | ロドリック・アリン           | ロドリック・アリン           |                              |                              | デイラ                       | デイラ                       | デイラ                 | デイラ                 | デイラ                 | デイラ                 |                        |                        | ベイロン         | ベイロン         | ベイロン         | ベイロン         | ベイロン     | ベイロン     |                        |                        | アリッサ               | アリッサ               | アリッサ               | アリッサ               | アリッサ      | アリッサ      |               |               |          |          |  |  |  |  |
|                      |          |          |          |          |          |        |        |                          |                          |                          |                          |                          |                          |                              |                              |                              |                              |                              |                              |                        |                        |                        |                        |                        |                        |                  |                  |                  |                  |              |              |                        |                        |                        |                        |                        |                        |               |               |               |               |          |          |  |  |  |  |
|                      |          |          |          |          |          |        |        |                          |                          |                          |                          |                          |                          |                              |                              |                              |                              |                              |                              |                        |                        |                        |                        |                        |                        |                  |                  |                  |                  |              |              |                        |                        |                        |                        |                        |                        |               |               |               |               |          |          |  |  |  |  |
| レイニス             | レイニス | レイニス | レイニス | レイニス | レイニス |        |        | コアリーズ・ヴェラリオン | コアリーズ・ヴェラリオン | コアリーズ・ヴェラリオン | コアリーズ・ヴェラリオン | コアリーズ・ヴェラリオン | コアリーズ・ヴェラリオン |                              |                              | エイマ・アリン               | エイマ・アリン               | エイマ・アリン               | エイマ・アリン               | エイマ・アリン         | エイマ・アリン         |                        |                        | ヴィセーリス1世⑤       | ヴィセーリス1世⑤       | ヴィセーリス1世⑤ | ヴィセーリス1世⑤ | ヴィセーリス1世⑤ | ヴィセーリス1世⑤ |              |              | アリセント・ハイタワー | アリセント・ハイタワー | アリセント・ハイタワー | アリセント・ハイタワー | アリセント・ハイタワー | アリセント・ハイタワー |               |               |               |               |          |          |  |  |  |  |
| レイニス             | レイニス | レイニス | レイニス | レイニス | レイニス |        |        | コアリーズ・ヴェラリオン | コアリーズ・ヴェラリオン | コアリーズ・ヴェラリオン | コアリーズ・ヴェラリオン | コアリーズ・ヴェラリオン | コアリーズ・ヴェラリオン |                              |                              | エイマ・アリン               | エイマ・アリン               | エイマ・アリン               | エイマ・アリン               | エイマ・アリン         | エイマ・アリン         |                        |                        | ヴィセーリス1世⑤       | ヴィセーリス1世⑤       | ヴィセーリス1世⑤ | ヴィセーリス1世⑤ | ヴィセーリス1世⑤ | ヴィセーリス1世⑤ |              |              | アリセント・ハイタワー | アリセント・ハイタワー | アリセント・ハイタワー | アリセント・ハイタワー | アリセント・ハイタワー | アリセント・ハイタワー |               |               |               |               |          |          |  |  |  |  |
|                      |          |          |          |          |          |        |        |                          |                          |                          |                          |                          |                          |                              |                              |                              |                              |                              |                              |                        |                        |                        |                        |                        |                        |                  |                  |                  |                  |              |              |                        |                        |                        |                        |                        |                        |               |               |               |               |          |          |  |  |  |  |
|                      |          |          |          |          |          |        |        |                          |                          |                          |                          |                          |                          |                              |                              |                              |                              |                              |                              |                        |                        |                        |                        |                        |                        |                  |                  |                  |                  |              |              |                        |                        |                        |                        |                        |                        |               |               |               |               |          |          |  |  |  |  |
|                      |          |          |          |          |          |        |        | レーナー・ヴェラリオン   | レーナー・ヴェラリオン   | レーナー・ヴェラリオン   | レーナー・ヴェラリオン   | レーナー・ヴェラリオン   | レーナー・ヴェラリオン   |                              |                              |                              |                              |                              |                              | レイニラ               | レイニラ               | レイニラ               | レイニラ               | レイニラ               | レイニラ               |                  |                  |                  |                  |              |              |                        |                        |                        |                        |                        |                        | デイモン      | デイモン      | デイモン      | デイモン      | デイモン | デイモン |  |  |  |  |
|                      |          |          |          |          |          |        |        | レーナー・ヴェラリオン   | レーナー・ヴェラリオン   | レーナー・ヴェラリオン   | レーナー・ヴェラリオン   | レーナー・ヴェラリオン   | レーナー・ヴェラリオン   |                              |                              |                              |                              |                              |                              | レイニラ               | レイニラ               | レイニラ               | レイニラ               | レイニラ               | レイニラ               |                  |                  |                  |                  |              |              |                        |                        |                        |                        |                        |                        | デイモン      | デイモン      | デイモン      | デイモン      | デイモン | デイモン |  |  |  |  |
|                      |          |          |          |          |          |        |        |                          |                          |                          |                          |                          |                          |                              |                              |                              |                              |                              |                              |                        |                        |                        |                        |                        |                        |                  |                  |                  |                  |              |              |                        |                        |                        |                        |                        |                        |               |               |               |               |          |          |  |  |  |  |
|                      |          |          |          |          |          |        |        |                          |                          |                          |                          |                          |                          |                              |                              |                              |                              |                              |                              |                        |                        |                        |                        |                        |                        |                  |                  |                  |                  |              |              |                        |                        |                        |                        |                        |                        |               |               |               |               |          |          |  |  |  |  |
| レーナ・ヴェラリオン |          |          |          |          |          |        |        |                          |                          |                          |                          |                          |                          |                              |                              |                              |                              |                              |                              |                        |                        |                        |                        |                        |                        |                  |                  |                  |                  |              |              |                        |                        |                        |                        |                        |                        |               |               |               |               |          |          |  |  |  |  |
|                      |          |          |          |          |          |        |        |                          |                          |                          |                          |                          |                          |                              |                              |                              |                              |                              |                              |                        |                        |                        |                        |                        |                        |                  |                  |                  |                  |              |              |                        |                        |                        |                        |                        |                        |               |               |               |               |          |          |  |  |  |  |
|                      |          |          |          |          |          |        |        |                          |                          |                          |                          |                          |                          | ジャセアリーズ・ヴェラリオン | ジャセアリーズ・ヴェラリオン | ジャセアリーズ・ヴェラリオン | ジャセアリーズ・ヴェラリオン | ジャセアリーズ・ヴェラリオン | ジャセアリーズ・ヴェラリオン |                        |                        |                        |                        |                        |                        |                  |                  | エイゴン2世⑥     | エイゴン2世⑥     | エイゴン2世⑥ | エイゴン2世⑥ | エイゴン2世⑥           | エイゴン2世⑥           |                        |                        | エイゴン3世⑦           | エイゴン3世⑦           | エイゴン3世⑦  | エイゴン3世⑦  | エイゴン3世⑦  | エイゴン3世⑦  |          |          |  |  |  |  |
|                      |          |          |          |          |          |        |        |                          |                          |                          |                          |                          |                          | ジャセアリーズ・ヴェラリオン | ジャセアリーズ・ヴェラリオン | ジャセアリーズ・ヴェラリオン | ジャセアリーズ・ヴェラリオン | ジャセアリーズ・ヴェラリオン | ジャセアリーズ・ヴェラリオン |                        |                        |                        |                        |                        |                        |                  |                  | エイゴン2世⑥     | エイゴン2世⑥     | エイゴン2世⑥ | エイゴン2世⑥ | エイゴン2世⑥           | エイゴン2世⑥           |                        |                        | エイゴン3世⑦           | エイゴン3世⑦           | エイゴン3世⑦  | エイゴン3世⑦  | エイゴン3世⑦  | エイゴン3世⑦  |          |          |  |  |  |  |
|                      |          |          |          |          |          |        |        |                          |                          |                          |                          |                          |                          |                              |                              |                              |                              |                              |                              |                        |                        |                        |                        |                        |                        |                  |                  |                  |                  |              |              |                        |                        |                        |                        |                        |                        |               |               |               |               |          |          |  |  |  |  |
|                      |          | ベイラ   | ベイラ   | ベイラ   | ベイラ   | ベイラ | ベイラ |                          |                          |                          |                          |                          |                          | ルケアリーズ・ヴェラリオン   | ルケアリーズ・ヴェラリオン   | ルケアリーズ・ヴェラリオン   | ルケアリーズ・ヴェラリオン   | ルケアリーズ・ヴェラリオン   | ルケアリーズ・ヴェラリオン   |                        |                        |                        |                        |                        |                        |                  |                  | ヘレイナ         | ヘレイナ         | ヘレイナ     | ヘレイナ     | ヘレイナ               | ヘレイナ               |                        |                        | ヴィセーリス⑩          | ヴィセーリス⑩          | ヴィセーリス⑩ | ヴィセーリス⑩ | ヴィセーリス⑩ | ヴィセーリス⑩ |          |          |  |  |  |  |
|                      |          | ベイラ   | ベイラ   | ベイラ   | ベイラ   | ベイラ | ベイラ |                          |                          |                          |                          |                          |                          | ルケアリーズ・ヴェラリオン   | ルケアリーズ・ヴェラリオン   | ルケアリーズ・ヴェラリオン   | ルケアリーズ・ヴェラリオン   | ルケアリーズ・ヴェラリオン   | ルケアリーズ・ヴェラリオン   |                        |                        |                        |                        |                        |                        |                  |                  | ヘレイナ         | ヘレイナ         | ヘレイナ     | ヘレイナ     | ヘレイナ               | ヘレイナ               |                        |                        | ヴィセーリス⑩          | ヴィセーリス⑩          | ヴィセーリス⑩ | ヴィセーリス⑩ | ヴィセーリス⑩ | ヴィセーリス⑩ |          |          |  |  |  |  |
|                      |          |          |          |          |          |        |        |                          |                          |                          |                          |                          |                          |                              |                              |                              |                              |                              |                              |                        |                        |                        |                        |                        |                        |                  |                  |                  |                  |              |              |                        |                        |                        |                        |                        |                        |               |               |               |               |          |          |  |  |  |  |
|                      |          | レイナ   | レイナ   | レイナ   | レイナ   | レイナ | レイナ |                          |                          |                          |                          |                          |                          | ジョフリー・ヴェラリオン     | ジョフリー・ヴェラリオン     | ジョフリー・ヴェラリオン     | ジョフリー・ヴェラリオン     | ジョフリー・ヴェラリオン     | ジョフリー・ヴェラリオン     |                        |                        |                        |                        |                        |                        |                  |                  | エイモンド       | エイモンド       | エイモンド   | エイモンド   | エイモンド             | エイモンド             |                        |                        | ヴィセーニア           | ヴィセーニア           | ヴィセーニア  | ヴィセーニア  | ヴィセーニア  | ヴィセーニア  |          |          |  |  |  |  |
|                      |          | レイナ   | レイナ   | レイナ   | レイナ   | レイナ | レイナ |                          |                          |                          |                          |                          |                          | ジョフリー・ヴェラリオン     | ジョフリー・ヴェラリオン     | ジョフリー・ヴェラリオン     | ジョフリー・ヴェラリオン     | ジョフリー・ヴェラリオン     | ジョフリー・ヴェラリオン     |                        |                        |                        |                        |                        |                        |                  |                  | エイモンド       | エイモンド       | エイモンド   | エイモンド   | エイモンド             | エイモンド             |                        |                        | ヴィセーニア           | ヴィセーニア           | ヴィセーニア  | ヴィセーニア  | ヴィセーニア  | ヴィセーニア  |          |          |  |  |  |  |
|                      |          |          |          |          |          |        |        |                          |                          |                          |                          |                          |                          |                              |                              |                              |                              |                              |                              |                        |                        |                        |                        |                        |                        |                  |                  |                  |                  |              |              |                        |                        |                        |                        |                        |                        |               |               |               |               |          |          |  |  |  |  |
|                      |          |          |          |          |          |        |        |                          |                          |                          |                          |                          |                          |                              |                              |                              |                              |                              |                              |                        |                        |                        |                        |                        |                        |                  |                  | デイロン         |                  |              |              |                        |                        |                        |                        |                        |                        |               |               |               |               |          |          |  |  |  |  |
|                      |          |          |          |          |          |        |        |                          |                          |                          |                          |                          |                          |                              |                              |                              |                              |                              |                              |                        |                        |                        |                        |                        |                        |                  |                  |                  |                  |              |              |                        |                        |                        |                        |                        |                        |               |               |               |               |          |          |  |  |  |  |

## ストーリー

### シーズン1
『ゲーム・オブ・スローンズ』の時代の約200年前、ドラゴンによるウェスタロス七王国の征服・統一から100年後、ターガリエン王朝第四代のジェヘアリーズ王は世継ぎを大評議会に委ね、男子優先原則により年長のレイニス王女を差し置いてヴィセーリス王子が選ばれる。
王位についたヴィセーリスは、男子優先原則を無視して不仲の弟デイモン王子ではなく娘のレイニラ王女を世継ぎに選ぶ。国を統一して北からの脅威と戦う予言「氷と炎の歌」をレイニラに伝える。だが周囲は男性の王を求め、王は〈王の手〉オットー・ハイタワーの娘でレイニラの親友のアリセントを後室とする。アリセント王妃には男子エイゴンが生まれ、周囲は王位争いを予期するようになる。オットーは孫エイゴンの世継ぎをあからさまに謀って〈王の手〉から解任される。王はレイニラの立場を強めるため、有力者コアリーズ・ヴェラリオンとレイニス王女の子、レーナーと結婚させる。
10年がたち、アリセント王妃の派閥は"翠装派"、レイニラの派閥は"黒装派"と呼ばれるようになり対立を深める。レイニラの恋人だった〈王の盾〉の騎士クリストン・コールは愛を憎しみに転じ、翠装派の一員となる。レイニラには三人の息子が生まれ、男色家の夫レーナーではなく、〈王の手〉ライオネル・ストロングの息子ハーウィンが父親であるとの噂が立つ。アリセントとの確執を嫌ったレイニラはドラゴンストーンに移る。アリセントに取り入るラリス・ストロングは火事を仕組んで父と兄を殺し、オットーが〈王の手〉に返り咲く。デイモンの妻レーナ・ヴェラリオンは出産で死ぬ。アリセントの次男エイモンドは、レーナの遺した存命最大のドラゴン"ヴァーガー"を手に入れるも、レイニラの次男ルケアリーズを"落とし子"と呼んで喧嘩となり片目を失う。レイニラとデイモンはレーナーを密かに暗殺したのちに結婚して立場を強める。
さらに6年以上がたち、レイニラはレーナーとの間の息子二人ジャセアリーズとルケアリーズを、デイモンとレーナの娘二人ベイラとレイナと婚約させる、王は崩御し、アリセントは王が最後の言葉でエイゴンを次王に選んだと信じる。オットーはエイゴンを王に戴冠する。レイニラは対抗して女王戴冠を宣言するも、予言の成就のために戦争回避を考える。だがデイモンら男たちは戦いを求める。ヴァーガーがルケアリーズを殺してしまう。

### シーズン2
デイモンは義理の息子ルケアリーズの死に報復するため、無断で暗殺者を王都に送り込むが、仇エイモンドの代わりにエイゴンとヘレイナの幼児を殺してしまい、翠装派は同情を集める。スターク家とアリン家は黒装派につき、ラニスター家とバラシオン家は翠装派につく。レイニラに叱責されたデイモンは帰趨の定まらないリヴァーランドの〈ハレンの巨城〉に単身で飛び、王位への野心を明らかにする。だが諸侯はデイモンを卑劣として従わず、兵は集まらない。愚かなエイゴン王は耳障りな祖父のオットー・ハイタワーを〈王の手〉から解任する。レイニラは旧友アリセントと直接の和平交渉を試みて失敗し、開戦を決意する。ドラゴンのいないレイナはレイニラの幼児らとともに谷間に避難させられる。
翠装派の〈王の盾〉総帥と〈王の手〉を兼ねるクリストン・コールは軍を率いて王室領にある黒装派の城を次々と落とし、黒装派のレイニスとそのドラゴンはエイモンドのドラゴン"ヴァーガー"に殺される。エイモンドは兄に大火傷を負わせて摂政となる。ヴェラリオン家の艦隊はキングズランディングを封鎖して庶民を飢餓に苦しませる。黒装派はターガリエン家とヴェラリオン家の血を引く3人の庶民をドラゴンの乗り手に加え、ヘレイナが戦いを拒否するために2人しかいない翠装派に対し優勢となる。予言を知ったデイモンは、タリー家の代替わりによりリヴァーランド諸侯の軍を得て、改めてレイニラに忠誠を誓う。翠装派の不利を察したラリス・ストロングはエイゴンを連れて王都を脱出し、アリセントはエイモンドには知らせずに密かに開城をレイニラに申し出る。翠装派のタイランド・ラニスターはエッソスの艦隊を味方につける。翠装派、黒装派に味方する名家が進軍する。

## エピソード

### シーズン1のエピソード
| 通算 話数 | シーズン 話数 | タイトル                                    | 監督                 | 脚本                       | 放送日         | U.S.視聴者数 (百万人) |
| --- | ------------- | ------------------------------------------- | -------------------- | -------------------------- | -------------- | --------------------- |
| 1 | 1             | "ドラゴンの後継者" The Heirs of the Dragon" | ミゲル・サポチニク   | Ryan Condal                | 2022年8月21日  | 2.17                  |
| 息子たちを早死にさせたジェヘアリーズ王は、大評議会を招集して世継ぎを選択させる。男子優先原則により年長のレイニス王女を差し置いて従弟のヴィセーリス王子が選ばれる。年月が経ち、王妃を亡くしたヴィセーリス王は、男子優先の原則を無視し、不仲の弟デイモン王子を差し置いて娘レイニラ王女を世継ぎとし、初代王から伝わる秘密の予言を教える。 |               |                                             |                      |                            |                |                       |
| 2 | 2             | "王弟" The Rogue Prince"                    | グレッグ・ヤイタネス | Ryan Condal                | 2022年8月28日  | 2.264                 |
| 〈踏み石諸島〉を支配した三頭市が海相ヴェラリオン公の船を襲う。デイモン王子はドラゴンストーンを占領し、真の世継ぎを名乗る。男子の世継ぎを望まれ再婚を迫られたヴィセーリス王は、ヴェラリオン公とレイニス王女の娘ではなく〈王の手〉オットー・ハイタワーの娘アリセントを選ぶ。 |               |                                             |                      |                            |                |                       |
| 3 | 3             | "名を継ぐ者" Second of His Name"            | グレッグ・ヤイタネス | Ryan Condal & Gabe Fonseca | 2022年9月4日   | 1.75                  |
| 3年がたつ。デイモンとヴェラリオン家は〈踏み石諸島〉で苦戦するも、兄王からの援軍の知らせに怒り奮起したデイモンが自らを囮にして勝利を勝ち取る。王とアリセントには初代王の名を継ぐ エイゴン王子が生まれ、男性の王を望む声が高まる。妙齢となったレイニラには名家からの縁談が持ち上がるも、世継ぎの座を奪われる代償だと反発する。 |               |                                             |                      |                            |                |                       |
| 4 | 4             | "狭い海の王" King of the Narrow Sea"        | Clare Kilner         | Ira Parker                 | 2022年9月11日  | 1.81                  |
| レイニラは求婚者の諸侯と謁見する旅行に倦み、王都に戻る。周囲に〈狭い海の王〉と呼ばれたデイモンは4年ぶりに〈赤の宮殿〉に戻り、兄王に王冠と〈踏み石諸島〉を捧げる。デイモンはレイニラを街に連れ出し、結婚とは別に快楽を楽しむよう教える。レイニラはサー・クリストン・コールを誘惑して愛を交わす。オットーはデイモンとレイニラが同衾したと王に報告するも、アリセントはレイニラの純潔を信じ、王に対し親友を弁護する。王はコアリーズの息子レーナーとの結婚をレイニラに命じ、野心が過ぎるとしてオットーを〈王の手〉から解任する。          |               |                                             |                      |                            |                |                       |
| 5 | 5             | "われらは道を照らす" "We Light the Way"     | Clare Kilner         | Charmaine DeGraté          | 2022年9月18日  | 1.83                  |
| デイモンは密かに谷間に行き、疎遠な妻レイア・ロイスの死を仕組む。王とレイニラはドリフトマークに行き、レーナー・ヴェラリオンとレイニラを婚約させる。レイニラはレーナーの男色を知った上で形だけの結婚を提案する。オットーは王の死後の王位争いを予測し、レイニラから子供たちを守るようアリセントに説いて王都を去る。レイニラがクリストンとの情事を自分に隠していたことを知り、アリセントはレイニラの敵になることを決意する。婚儀で、レイニラを愛するクリストンはレーナ― ーの同性の恋人を殴り殺す。王は弱り倒れる。                       |               |                                             |                      |                            |                |                       |
| 6 | 6             | "王女と王妃" The Princess and the Queen"    | ミゲル・サポチニク   | Sara Hess                  | 2022年9月25日  | 1.86                  |
| 10年がたち、王は老いて弱る。レイニラの子供たちは男色家の夫レーナーに似ず、〈王都の守人〉の総帥ハーウィン・ストロングの子だとの噂が立つ。アリセントとその味方となった〈王の盾〉のサー・クリストン・コールは王位争いを予期しレイニラを敵視する。レイニラとレーナーは王都を離れドラゴンストーンに発つ。〈王の手〉ライオネル・ストロングとハーウィンはアリセントに通じる次男ラリスの謀った火事で死ぬ。ペントスでは、デイモン王子と妻レーナが、再び〈踏み石諸島〉を支配した三頭市とドーンに対抗する同盟を提案される。レーナは難産で死ぬ。 |               |                                             |                      |                            |                |                       |
| 7 | 7             | "ドリフトマーク" Driftmark"                 | ミゲル・サポチニク   | Kevin Lau                  | 2022年10月2日  | 1.88                  |
| レーナの葬儀のために人々がドリフトマークに集まる。オットーが〈王の手〉に返り咲く。アリセントの次男エイモンドが、レーナの遺した存命最大のドラゴン"ヴァーガー"と絆を結ぶも、レイニラの息子ルケアリーズを"落とし子"と呼び、喧嘩で片目を失う。アリセントは報復を求めレイニラを負傷させる。レイニラとデイモンはレイニラの夫レーナーの暗殺を偽装した後、結婚して後継ぎの地位を強化する。 |               |                                             |                      |                            |                |                       |
| 8 | 8             | "潮の主" The Lord of the Tides"             | Geeta Vasant Patel   | Eillen Shim                | 2022年10月9日  | 1.73                  |
| 6年以上が経ち、コアリーズは遠征先で重傷を負いドリフトマークの「潮の主」の後継問題が持ち上がる。弟ヴェイモンドは後継を狙い、妻レイニスは息子レーナーの死をレイニラに帰して実の孫ベイラを推し、レイニラはコアリーズの意思の通り次男ルケアリーズを推して、それぞれ王の裁可を得るためにキングズランディングに来る。レイニラは息子たちをレイニスの孫たちと結婚させることでレイニスの支持を得て、衰弱した王がこれを認める。激怒したヴェイモンドは、ルケアリーズを"落とし子"と呼びレイニラを侮辱するも、デイモンに首を落とされる。          |               |                                             |                      |                            |                |                       |
| 9 | 9             | "翠の評議会" The Green Council"             | Clare Kliner         | Sara Hess                  | 2022年10月16日 | 1.56                  |
| ヴィセーリス平安王は崩御する。アリセントは王が最後にエイゴンを次王に望んだと信じる。オットーは計画通りにエイゴンの支持を固め、禍となるレイニラとデイモンの抹殺を謀る。エイゴンは嫌々戴冠される。城内にいたレイニスはドラゴンに乗って飛び去る。 |               |                                             |                      |                            |                |                       |
| 10 | 10            | "黒装の女王" The Black Queen"               | グレッグ・ヤイタネス | Ryan Condal                | 2022年10月23日 | 1.85                  |
| レイニス王女がドラゴンストーンのレイニラとデイモンに、王の死とエイゴンの戴冠を知らせる。レイニラは女王として戴冠を宣言する。兄が殺されたと信じるデイモンは戦いを求め、諸侯の支持を得ようとする。バラシオン家説得に送ったルケアリーズはエイモンドのドラゴン"ヴァーガー"に殺される。 |               |                                             |                      |                            |                |                       |

### シーズン2のエピソード
| 通算 話数 | シーズン 話数 | タイトル                                  | 監督                 | 脚本          | 放送日        |
| --- | ------------- | ----------------------------------------- | -------------------- | ------------- | ------------- |
| 11 | 1             | "息子には息子を" A Son for a Son"         | アラン・テイラー     | Ryan Condal   | 2024年6月16日 |
| ドラゴンストーンでは、息子ルケアリーズの死を聞いたレイニラ王女がエイモンド王子への復讐を求める。黒装派には北部のスターク家と谷間のアリン家が味方する。デイモン王子はエイモンドを殺すために暗殺者を〈赤の王城〉に送り込むも、 エイゴン王の息子ジェヘアリーズを代わりに殺してしまう。王都キングズランディングの翠装派は西部のラニスター家とストームランドのバラシオン家を味方にし、復讐に備える。エイゴン王は統治者として愚かさを見せ始め、審問長ラリス・ストロングは〈王の手〉オットー・ハイタワーの悪口を王に吹き込む。 |               |                                           |                      |               |               |
| 12 | 2             | "レイニラ残酷王" Rhaenyra the Cruel"      | Clare Kilner         | Sara Hess     | 2024年6月23日 |
| 王都キングズランディングでは、〈王の手〉オットーが曾孫の死を利用してレイニラへの民衆の憎悪を掻き立てる。暗殺の夜にアリセントと寝ていたことを悔やむクリストン・コールはサー・アリックにレイニラ暗殺を命じる。エイゴンは自分を叱責するオットーを解任し、コールを後任とする。アリセントは態度を明白にしないハイガーデンに行くよう父に求める。レイニラに暗殺を非難されたデイモンはドラゴンストーンを去る。レイニラは白蛆の関与を問いただした後、ペントスに追放する。サー・エリックはレイニラの暗殺をはかる双子のサー・アリックを殺した後、自死を選ぶ。 |               |                                           |                      |               |               |
| 13 | 3             | "燃える水車小屋" The Burning Mill"        | Geeta Patel          | David Hancock | 2024年6月30日 |
| 帰趨定まらないリヴァーランドが戦いの鍵となる。デイモンは〈ハレンの巨城〉に入り、自ら王位への野心を明らかにする。夜、見知らぬ女がここでデイモンは死ぬと予言する。レイニスはレイニラに自重を求めるも、参議たちはドラゴンを活用した全面戦争を主張する。レイニラは幼い息子たちをレイナに託して母の実家のアリン家に避難させる。〈王の手〉となったクリストン・コールは急ぎ〈ハレンの巨城〉に向かい、アリセントの兄グウェインも同行する。ドラゴンに乗り同行しようとするエイゴン王を、ラリスが説得して思いとどまらせる。ドラゴンで偵察するベイラがクリストンの行軍をドラゴンストーンに報告する。レイニラは好戦的な男たちの意見を抑え、密かに王都に入って旧友アリセントと会談し講和を模索する。先祖のエイゴン王を示す亡き父の最後の言葉「約束された王子」を、アリセントが息子のエイゴンの即位を望んだと誤解したことに気付くも、会談は物別れに終わる。 |               |                                           |                      |               |               |
| 14 | 4             | "緋竜と金竜" The Red Dragon and the Gold" | アラン・テイラー     | Ryan Condal   | 2024年7月7日  |
| 〈ハレンの巨城〉では、デイモンが幻視を見続け、思うように兵を集められない。キングズランディングでは、アリセントが亡き王の遺言を疑いながらも王位争いを続ける決心をし、コールの子を堕ろす。エイゴン王は〈ハレンの巨城〉の攻略を命じるも無視され、エイモンドとコールが勝手に〈深山鴉の巣城〉を攻めるのに怒り、酔って金竜"サンファイア"に乗って向かう。ドラゴンストーンでは、戻ったレイニラが平和交渉の断念を告げ、世継ぎのジェセアリーズに「氷と炎の歌」の予言を伝える。王室領の〈深山鴉の巣城〉にはレイニスが緋竜"メレイズ"に乗り救援に駆けつけるも、エイモンドの青銅色の巨竜"ヴァーガー"が待ち伏せる。そこにエイゴンのサンファイアが現れてメレイズと格闘になり、エイモンドがヴァーガーに命じて二頭に向け炎を放たせてサンファイアは墜落する。ヴァーガーはレイニスとメレイズを殺す。コールは、地上に落ち重傷を負ったエイゴン王とサンファイアを目撃する。 |               |                                           |                      |               |               |
| 15 | 5             | "摂政" Regent"                            | Clare Kilner         | Ti Mikkel     | 2024年7月14日 |
| キングズランディングには、〈深山鴉の巣城〉を落とした クリストン・コールが、メレイズの頭部と大火傷を負い昏睡状態のエイゴン王を連れて戻る。コールは王の負傷の詳細をアリセント王太后に伝えない。小評議会は摂政に女であるアリセントを拒否しエイモンドを選ぶ。海上封鎖により王都の食料が不足する中、エイモンドは市の門の封鎖を命じて民衆を閉じ込める。白蛆の送ったスパイが密かに市に入る。リヴァーランドでは、王位を狙うデイモンがブラッケン家の服従を得るためにブラックウッド家に襲撃させる。残虐な戦いに怒った諸侯は〈ハレンの巨城〉に来てデイモンへの不支持を表明する。ジャセアリーズはフリン家の双子城に飛び、〈ハレンの巨城〉を与えるかわりにスターク家の軍の通行の保証を得る。ドラゴンストーンでは、レイニラがデイモンの意図を探るためにサー・アルフレッドを送り出す。妻の死を悲しむコアリーズを〈女王の手〉とする。自身がドラゴンに乗って戦地に向かうことを参議に反対されて鬱積する。ヴァーガーに対抗できる大きなドラゴンであるヴァーミサーとシルヴァーウィングに乗り手がいないことを嘆き、ジャセアリーズはターガリエン家と遠縁の者たちを試すよう示唆する。谷間では、レイニラの幼児を預かったジェイン・アリン女公が、幼い二頭のドラゴンの守備しか得られないことに不満を示す。 |               |                                           |                      |               |               |
| 16 | 6             | "市井の人々" Smallfolk"                   | アンドリー・パレーク | Eileen Shim   | 2024年7月21日 |
| 西部では、ジェイスン・ラニスターが〈黄金の歯〉城に入り、エイモンドに参軍を求めるも拒否される。リヴァーランでタリー家の当主グローヴァー・タリーがアリス・リヴァーズの治療の甲斐なく死んだとの知らせが、〈ハレンの巨城〉のデイモンに届く。キングズランディングでは、エイモンド摂政王子が封鎖を破るために三頭市との同盟を結ぶようタイランド・ラニスターに命じる。クリストン・コールに〈ハレンの巨城〉に向かうよう命じ、母アリセントを〈小評議会〉から追放し、〈王の手〉としてオットー・ハイタワーを呼び戻すようラリス・ストロングに命じる。エイゴン王は意識を取り戻し始め、エイモンドに疎まれたラリスが接近する。"白蛆"ミサリアの扇動により飢えた民衆は暴動を起こしてアリセントとヘレイナを襲う。ドラゴンストーンでは、レイニラが遠縁のステッフォン・ダークリンに巨竜"シースモーク"の騎乗を試させるも、シースモークは受け入れずダークリンを焼き殺して逃亡する。シースモークはドリフトマークの浜辺でアリンの弟アダムを襲う。レイニラは自分の資質を疑い始め、ミサリアに慰められる。シースモークが乗り手とともに目撃されたと聞いたレイニラは、シアラックスに乗って向かう。 |               |                                           |                      |               |               |
| 17 | 7             | "血の収穫" The Red Sowing"                | Loni Peristere       | David Hancock | 2024年7月28日 |
| シースモークの乗り手となったアダムがレイニラに忠誠を誓う。ミサリアの助言により、レイニラはドラゴンの乗り手を増やすためにターガリエン家の落とし子をドラゴンストーンに集める。ジャセアリーズは、自らが落とし子だと揶揄されるがゆえに、庶民の落とし子をドラゴンの乗り手とすることに抗議する。集まった落とし子のほとんどはドラゴンに受け入れられず殺されるも、ヴァーミサーがヒューを、シルヴァーウィングがアルフを選ぶ。リヴァーランドの最高領主タリー家を継いだ若輩のオスカーは領主の軍をデイモンのもとに集めるが、ブラックウッド家を使いブラッケン家に残虐な行為を働かせたデイモンの卑劣さを批判し、ウィレム・ブラックウッドをデイモン自身の手で処刑させる。小評議会を追放されたアリセントは森に隠れる。ラリスはエイゴン王の早急な回復を強いる。アルフのシルヴァーウィングがキングズランディング上空を飛び、エイモンドはヴァーガーでドラゴンストーンまで追うも、シアラックスとヴァーミサーの姿を見て退却する。 |               |                                           |                      |               |               |
| 18 | 8             | "不滅の女王" The Queen Who Ever Was"      | Geeta Patel          | Sara Hess     | 2024年8月4日  |
| エッソスでは、タイランド・ラニスターが三頭市に〈踏み石諸島〉を渡す代わりに艦隊の応援を得て、ロハール司令官と共にヴェラリオン艦隊の封鎖を破りに戻る。ドラゴンストーンでは、3人の新たな乗り手を加えた黒装派が圧倒的優勢となるも、アルフの無礼さはジャセアリーズとレイニラを苛立たせる。サイモン・ストロングからデイモンの反逆の恐れを知らされたレイニラは、アダムと共に〈ハレンの巨城〉に飛ぶ。アリスはデイモンを〈神々の森〉に連れ出して、未来のホワイトウォーカーとの戦いの幻視を見せる。デイモンはレイニラに膝を屈して忠誠を誓い、リヴァーランドの諸侯もこれに従う。キングズランディングでは、エイモンドがドラゴン"ドリームファイア"に乗るも争いを嫌う姉ヘレイナを、強制的に戦闘に参加させようとするも拒否される。ラリスはエイゴンに黒装派の優勢とエイモンドからの脅威を説いて、密かに王都を脱出する。アリセントは密かにドラゴンストーンに行って家族の命と引き換えに〈赤の王城〉の開城を申し出るも、レイニラはエイゴンの命を要求する。ハイタワー家、ラニスター家、スターク家の軍が進軍する。オットー・ハイタワーは囚われとなっている。アリンはかつて自分たちを貧困に放置した父コアリーズとの和解を拒否する。谷間では、レイナが野生のドラゴンを見つける。                       |               |                                           |                      |               |               |

1. ↑  HBOは放送およびHBO Maxによる配信での同時視聴者が9.986百万人であったと発表している[16]
2. ↑  HBOは放送およびHBO Maxによる配信での同時視聴者が10.2百万人であったと発表している[18]
3. ↑  自由都市のライス、ミア、タイロシュ

## 製作

### 準備
2018年11月、ジョージ・R・R・マーティンは小説『炎と血』に基づくスピンオフ・ドラマシリーズの可能性に言及した。2019年9月までには、マーティンとライアン・J・コンダルが、ターガリエン家の終わりの始まりを描くパイロット・エピソードのHBOによる発注が近いと語った。 翌月、『ハウス・オブ・ザ・ドラゴン』はシリーズ全体が発注された。コンダルと、『落とし子の戦い』を監督したミゲル・サポチニクがショーランナーを務めることになった。サポチニクは第一話を含む複数話の監督も務める。シリーズは、〈『ゲーム・オブ・スローンズ』の200年前のヴィセーリス1世王の治世、そして〈双竜の舞踏〉として知られる内戦を描く 。このシリーズは、『ゲーム・オブ・スローンズ』の脚本家であったBryan Cogmanが構想したもののHBOが採用しなかった案を発展させたものでもある。
2022年8月、ミゲル・サポチニクは監督およびショーランナーの職を去るが、製作総指揮にはとどまると発表された。シーズン2では、『ゲーム・オブ・スローンズ』の複数エピソードを監督したアラン・テイラーが製作総指揮に加わり複数話を監督する。

### 脚本
2020年1月、HBOの番組担当重役のCasey Bloysは、脚本が進行中であり2022年に放送開始予定であると述べた。

### キャスティング
キャスティングは2020年7月に始まった。2020年10月、パディ・コンシダインがヴィセーリス・ターガリエン1世王に決まった。その年の12月までには、オリヴィア・クック、マット・スミス、 エマ・ダーシーがそれぞれアリセント・ハイタワー、デイモン・ターガリエン王子、レイニラ・ターガリエン王女の役に決まり、Danny Sapaniが何らかの役の交渉に入った。2021年2月には、スティーヴ・トゥーサント、イヴ・ベスト、ソノヤ・ミズノ、リス・エヴァンスがメイン・キャストに加わった。その年4月には、Fabien Frankelがサー・クリストン・コール役に決まった。5月には、 グレアム・マクタヴィッシュ が衣装姿で目撃された。2021年7月には Emily CareyとMilly Alcockが加わった。

### 撮影
撮影は2021年4月に始まった。シリーズの撮影は主にイギリスで行われた。2021年4月最終週、イギリスのコーンウォールで撮影が行われた 。さらに、一部の撮影はスペインとカリフォルニアで行われた。本シリーズは、ワーナー・ブラザース・スタジオ・リーブスデンの新設のバーチャル・ステージを使用した最初の作品となった。2021年7月18日、COVID-19陽性者により、撮影は2日間中止された。
スペインの新聞である「HOY」紙は、撮影がスペイン西部のカセレス県で2021年10月11日から21日まで行われると報道した。10月26日から31日までは、ポルトガルのMonsanto城で撮影が行われた。2022年2月、撮影が終了した。

### 原作との違い

#### ヴェラリオン家の外見・人種
原作小説では、ヴェラリオン家は青白い肌、銀の髪、そして紫の瞳を持つと描かれている。本作では、家長のコアリーズ・ヴェラリオンを黒人俳優のスティーヴ・トゥーサントが演じている。ヴェラリオン家は古代ヴァリリア人の一族でターガリエン家の姻戚であるため、コーリスとターガリエン家の大きな人種的差異をめぐり、トゥーサントは様々なハラスメントにさらされた。しかし本作のショーランナーであるコンダルとサポチニクは、キャスティングの人種的多様性を広げるべきだと考えた。コンダルは、「『ゲーム・オブ・スローンズ』が開始された10年前、「ロード・オブ・ザ・リング』が開始された20年前と比べ、世界は変わった。この種の物語にも多様性がなければならない。遠慮せずに言えば、白人しか出ないような映像を作らないことが重要だ」と述べた。コンダルによれば、原作者マーティン自身が原作執筆時にヴェラリオン家を黒人貴族の家にすることを一度は考慮している。

#### アリセント・ハイタワーとレイニラ・ターガリエンの関係
原作では、アリセント・ハイタワーはレイニラ・ターガリエンの9才年長の継母であり、当初から親密な関係ではない。ドラマでは少女時代の二人を同年代の親友とし、その後の関係悪化の悲劇を強調している。

### 「氷と炎の歌」の予言
エイゴン初代王が見たとされ代々王の世継ぎに伝えられてきた、約束された王子が統一された国の軍を率いて北方からの敵と戦い人類を救うと言う予知夢「氷と炎の歌」は、原作「炎と血」では言及されない。

## 公開
シーズン1は、2022年8月21日より放送された。日本でも、U-NEXTによって同月22日から、同時配信された。シーズン2は2024年6月16日に放送開始され、日本でもU-NEXTによって同月17日から、同時配信された。

## 評価

### 受賞
2023年1月10日、第80回ゴールデングローブ賞でテレビ部門作品賞ドラマ部門を受賞した。2024年1月6-7日、第75回プライムタイム・エミー賞クリエイティブ・アーツ部門ではファンタジー/Sci-Fi衣装賞を受賞した。